# Hannes Hofinger
Hannes Hofinger (* 21. Dezember 1947 in St. Johann in Tirol) ist ein österreichischer Schriftsteller, Bibliothekar und Verleger.

## Leben
Hannes Hofinger ist Chronist und Heimatforscher und verlegt vor allem Kleinodien aus der Umgebung von St. Johann in Tirol. 
In seinem schriftstellerischen Schaffen nützt er seine Erfahrungen als Bibliothekar und skizziert groteske Missverständnisse, die beim Vertrieb von Leseutensilien entstehen können. 
So kümmert sich Lesen ist geil um Erfolgserlebnisse, die bei der Lektüre von Nonsens-Texten entstehen. In der Religions-Groteske vom Papst, der Buddhist wurde entsteht über eine zeremonienlose Weltreligion allgemeiner Frieden. In Die Leiche in der Löwengrube in St. Johann in Tirol bekommen die Beteiligten nicht mit, dass sie tot sind.

## Publikationen
als Autor:
- Das Pillerseetal. Der Schatz in den Kitzbüheler Alpen. Verlag Hannes Hofinger, St. Johann in Tirol 2011.
- Erdbeere mit Flieder. Books on Demand, Norderstedt 2012. ISBN 978-3-8482-5232-9.
- Lesen ist geil. Das alternative PISA-Lesebuch.  Books on Demand, Norderstedt 2013. ISBN 978-3-7322-9419-0.
- Der Papst, der Buddhist wurde. Oder: Der Buddhist, der katholisch wurde oder Ein furchtbarer Blödsinn. Groteske. Books on Demand, Norderstedt 2015. ISBN 978-3-7386-4287-2.
- Historia 6380. 1216–2016. 800 Jahre St. Johann in Tirol. Kalender 2016 mit historischem Abriss. Hofinger, St. Johann 2016.
- St. Johann in Tirol. Farbbroschüre. Hofinger, St. Johann 2017, ISBN 978-3-9504205-1-7.
- Nasca-Healing. Roman. Neopubli GmbH, Berlin 2021. ISBN 978-3-7549-1469-4.
- Die Leiche in der Löwengrube in St. Johann in Tirol. Ein Fall für Dr. Seeber. Krimi. Hofinger, St. Johann i. T. ISBN 978-3-9505593-1-6, Rezension von Helmuth Schönauer, 2024.